# Paul Smith

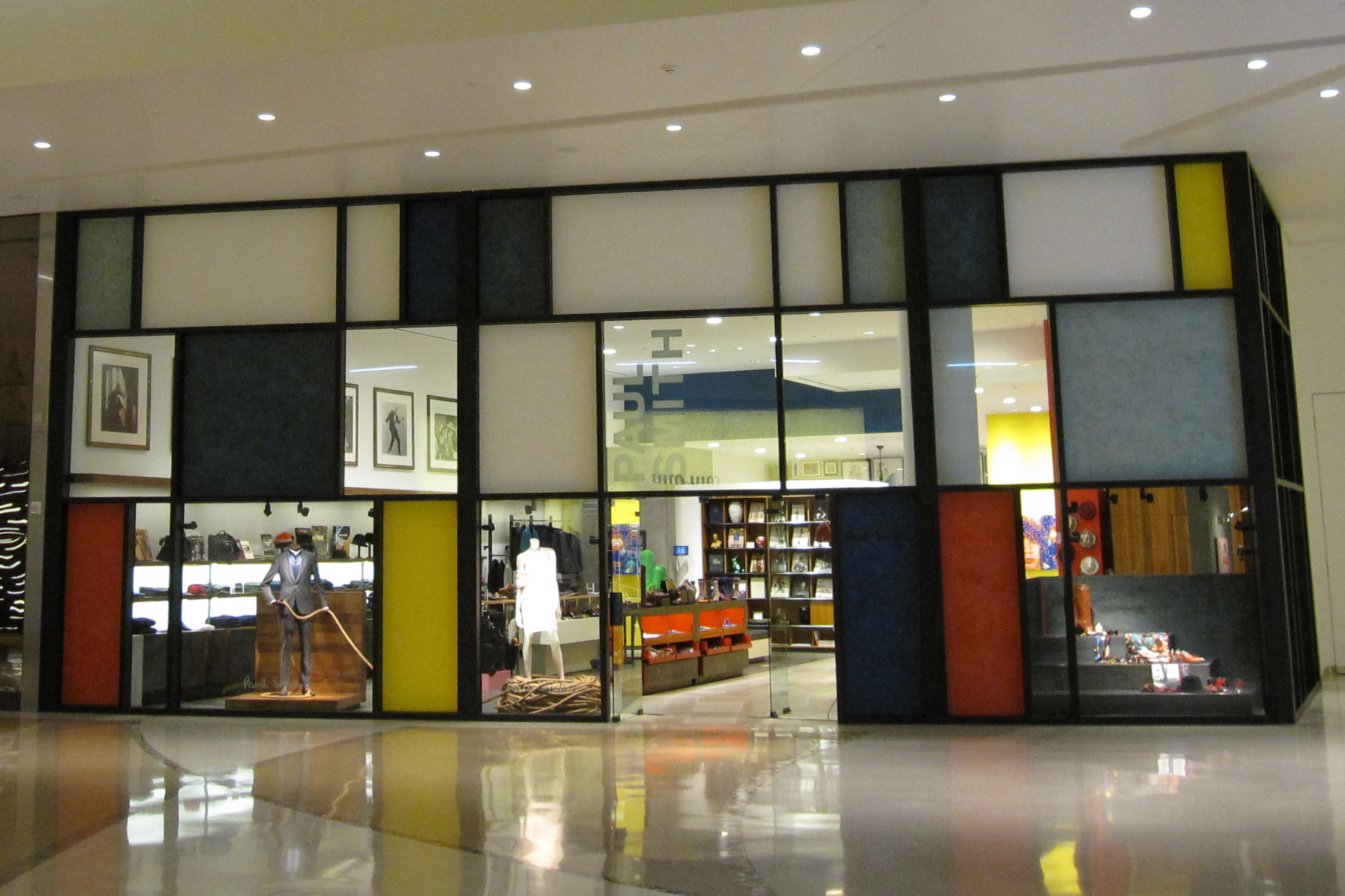
Бутік Paul Smith у Кристал мол Лас-Вегасі

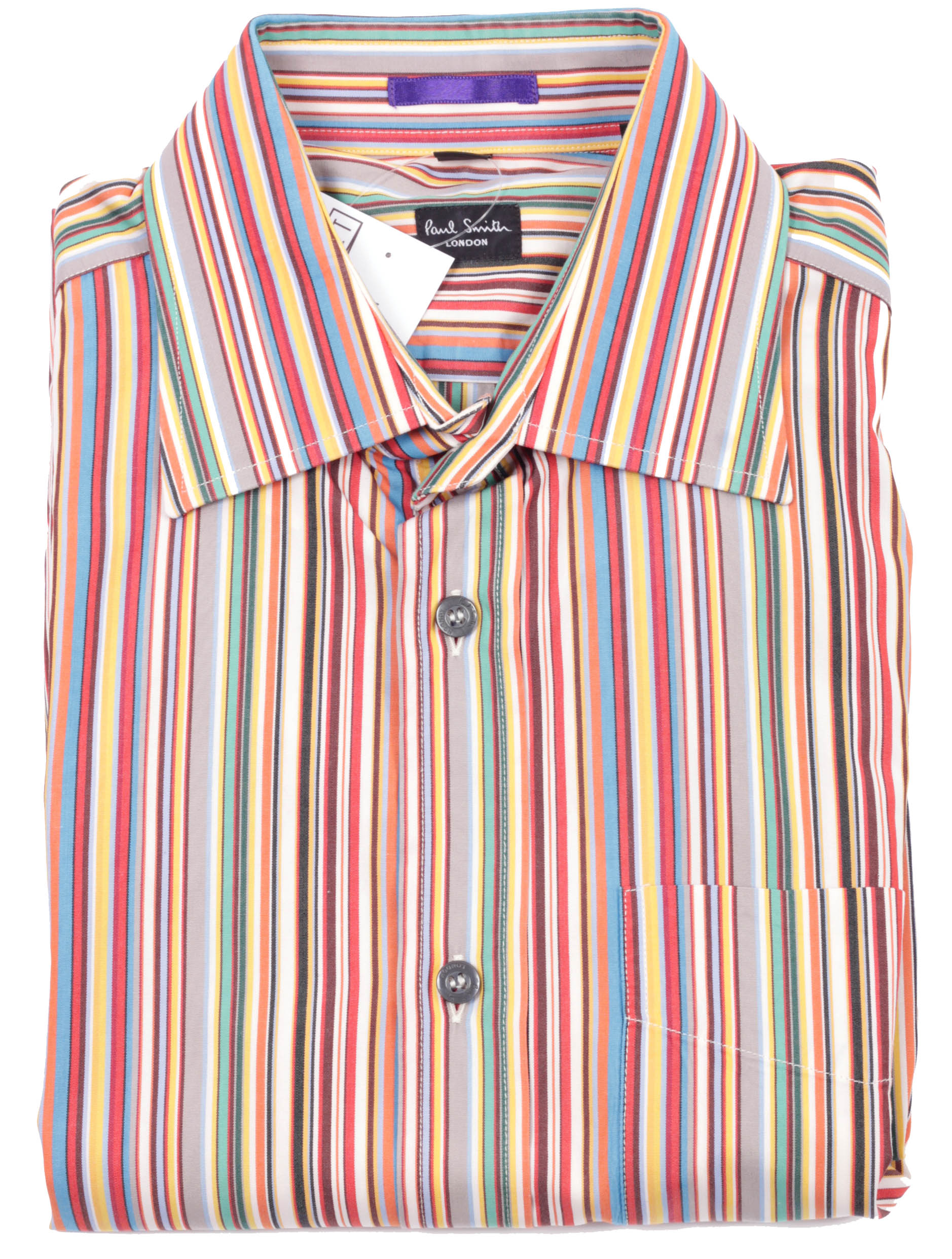
Сорочка Paul Smith з характерною фірмовою чередою кольорових смужок від Paul Smith

Paul Smith (Пол Сміт), Paul Smith Limited — британський виробник одягу, взуття, аксесуарів та килимів.
Найбільше відомий у світі чоловічими костюмами.
Одяг торгової марки Paul Smith продається у 66 країнах світу. Пол Сміт має 17 магазинів у Англії (13 у Лондоні, включно з головним "Намбер 9" на Албемарле стріт та у Сохо; 2 у Ноттінгемі) у Лідсі та Бірмінгемі), 7 у США (Мелроуз авеню у Лос-Анджелесі, 4 у Нью-Йорці, Сан-Франциско, Лас-Вегасі), 7 у Гонг-Конзі, 6 у Франції (усі у Парижі), 6 у Тайвані (4 у Тайбеї, Тайчжун, Гаосюн), 6 у Китаї (Пекін, Шанхай, 2 у Ченду, Таньцзінь, Нанкін), 4 у Південній Африці (3 у Йоганесбурзі й 1 у Кейптауні), 4 у Індії (Нью-Делі, Мумбай, Калькутта й Бангалор), 4 у Таїланді (усі у Бангкозі), 3 у Японії (3 у Токіо, у тому числі бутік "Японський сад" у магазині Jingumae; а також ще понад 200 магазинів по усій Японії), 3 у Росії (2 у Москві й 1 у Санкт-Петербурзі), 2 у Австралії (Мельбурн та Сідней), 2 у ОАЕ (усі у Дубаї), 1 у Італії (Мілан), 1 у Бельгії (Антверпен), 1 у Голландії (Амстердам), 1 у Люксембурзі, 1 у Німеччині (Гамбург), 1 у Гуам, 1 у Бахрейні, 1 у Кувейті, 1 у Катарі (Доха), 1 у Саудівській Арабії (Джидда), 1 у Макао, 1 у Малайзії (Куала-Лумпур), 1 на Філіппінах (Манила), 1 у Сингапурі та Кореї. У магазинах Paul Smith на додачу до колекцій одягу продаються коштовності, книги, мистецькі вироби та антикваріат.
Розробляються вироби Пол Сміт у Ноттінгемі та Лондоні, а виготовляються переважно у Англії та Італії. У виробництві одягу використовуються італійські, французькі та британські тканини.
Головою та головним модельєром Paul Smith Limited продовжує бути Пол Сміт.
Сайт онлайн магазину — paulsmith.com [Архівовано 9 жовтня 2017 у Wayback Machine.].

## Колекції Paul Smith
- Paul Smith,
- PS від Paul Smith,
- Paul Smith Accessories,
- Paul Smith Shoes.

Paul Smith килима, порцеляну, окуляри та парфуми виготовляються за ліцензією.

## Історія
Магазин моди був відкритий Полом Смітом у 1970 році у Ноттінхемі. Торгова марка одягу Paul Smith започаткована у 1976 році, коли колекцію одягу була привезена у Парижі.